# Flytjärnen (Bollnäs socken, Hälsingland)
Flytjärnen är en sjö i Bollnäs kommun i Hälsingland och ingår i Ljusnans huvudavrinningsområde.